# Lepidoblepharis buchwaldi
Espèce
Lepidoblepharis buchwaldi est une espèce de geckos de la famille des Sphaerodactylidae. C'est l'un des plus petits reptile au monde.

## Répartition
Cette espèce est endémique d'Équateur.

## Description
C'est un gecko terrestre, diurne et insectivore.

## Étymologie
Cette espèce est nommée en l'honneur d'Otto von Buchwald (1843–1934).

## Publication originale
- Werner, 1910 : Über neue oder seltene Reptilien des Naturhistorischen Museums in Hamburg. II. Eidechsen. Jahrbuch der hamburgischen Wissenschaftlichen Anstalten, vol. 27, beiheft n. 2, p. 1-46 (texte intégral).